# Zgrupowanie Komandosów Francuskich
Zgrupowanie Komandosów Afrykańskich (fr. Groupement de Commandos d'Afrique, GCA) – francuski oddział wojskowy sił specjalnych podczas II wojny światowej
Oddział został sformowany 25 lipca 1943 r., po rozwiązaniu Corps Franc d'Afrique. Liczył ok. 1,2 tys. żołnierzy. Na ich czele stanął ppłk Bouvet. Miał specjalizować się w operacjach desantowych z morza. W odróżnieniu od Bataillon de Choc miał na wyposażeniu ciężką broń (lekkie i średnie moździerze 60 i 81 mm oraz lekkie działka przeciwpancerne 57 mm i bazooki) oraz pojazdy mechaniczne. Pierwszą akcją bojową było wylądowanie pod osłoną nocy na wyspie Pianosa i wycofanie się bez strat własnych. W poł. czerwca Francuzi desantowali się na wyspie Elba. Za udział w walkach 3 Kompania została odznaczona Croix de Guerre przez gen. Charles’a de Gaulle’a. 14 sierpnia 1944 r. oddział wylądował w południowej Francji. Następnie walczył pod Tulonem i Marsylią. Pod koniec października został wycofany na tyły w celu odpoczynku. 1 listopada wraz z Batalionem de Choc utworzył Brygadę de Choc. Kolejne walki miały miejsce pod Belfortem i Colmarem. Na pocz. 1945 r. Francuzi przekroczyli Ren. Zakończyli szlak bojowy nad Jeziorem Bodeńskim. Łączne straty wyniosły ok. 400 zabitych.